# エレクトレコード
エレクトレコード（ルーマニア語: Electrecord）は、ルーマニアに本社を置くレコード会社。ルーマニア最古のレコード会社にして、国内最大のカタログ数を有する。

## 歴史
ドイツで楽器や楽譜商を営んでいたユダヤ人実業家のNathan Mischonznikiが、ドイツからいくつかの製造設備を購入し、ルーマニアに持ち込んだことがエレクトレコード社の始まりである。
1937年には、ルーマニアで最初のレコーディングスタジオを構築した（それまでの録音作業はドイツのKristall社が請け負い、ウィーンやベルリンへ通って行っていた）。
1948年に国営化されたほか、1965年にニコラエ・チャウシェスクが指導者となり、ルーマニア社会主義共和国が成立すると、エレクトレコードはルーマニア国内で唯一のレコード会社として機能した。
1956年からビニール製レコードの生産をはじめ、1967年にビニール製レコードに完全移行した。1960年代には疑似ステレオ録音を実施したほか、1973年からはモノラル・ピックアップに対応した初のステレオ・レコードを発売した。
1989年のルーマニア革命によって独裁政治に終止符が打たれると、ルーマニア国内には新興レコード会社が出現するとともに、エレクトレコードの市場シェアは減少。やがて、過去に録音された音源の再発売が中心になっていった。
CDの販売を開始したのは1994年頃からで、レコード盤の生産は1996年まで続いた。レコード盤を生産していた自社工場は、1998年に売却された。
シェアの減少に加え、業界における競争の激化や、生産コストの上昇、インターネット上に広がる違法コピーなどの存在が収益に悪影響を及ぼした結果、2018年1月29日、ブカレスト裁判所はエレクトレコードの破産を決定した。
破産決定後、再建計画が開始され、旧譜の再発売に加えて新譜の発売も行われた。2023年12月には、エレクトレコードにとって27年ぶりとなるレコード盤を発売した。

## 主な所属アーティスト
※過去に所属していたアーティストを含む。
- アウラ・ウルジチェアヌ
- ミルチャ・クリステスク
- ヴィルジニア・ゼアーニ
- エルノ・ローザ